# Golf (Special Olympics)

Special Olympics Athlet Spencer Stemple, Coonskin Park in Charleston, 2011

Golf (Special Olympics) ist eine Sportart, die auf den Regeln von Golf beruht und in Wettbewerben und Trainingseinheiten der Organisation Special Olympics weltweit für geistig und mehrfach beeinträchtigte Menschen angeboten wird. Golf ist seit 1995 bei Special Olympics World Games vertreten.

## Allgemeines
Der Golfsport entstand in den 1400er-Jahren in Schottland. Ziel dieser Präzisionssportart ist es, einen Ball mit möglichst wenigen Schlägen in die vorgegebenen Löcher auf einem Golfplatz zu befördern. Teilnehmende können aus bis zu 14 verschiedenen Schlägern auswählen, um den Ball dem Loch anzunähern. Unterschiedliche Schläger werden für verschiedene Intensitäten bzw. Präzisionsgrade des Schlags gewählt. Ein Golfkurs umfasst in der Regel neun oder 18 Löcher. Jeder Golfplatz ist dabei einzigartig.

## Regeln
Die Regeln für Golf bei Special Olympics basieren auf dem Regelwerk The Rules of Golf des Royal and Ancient Golf Club of St. Andrews (R&A). Die Bestimmungen des internationalen Fachverbandes International Golf Federation (IGF) oder des Deutschen Golf Verbandes finden Anwendung, soweit sie nicht im Widerspruch zu den offiziellen Special Olympics Sportregeln für Golf oder zu Artikel 1 der Sportregeln stehen. So können Special Olympics Wettbewerbe nach weltweit gültigen allgemeinen Standards abgehalten werden.

## Besonderheiten bei Special Olympics

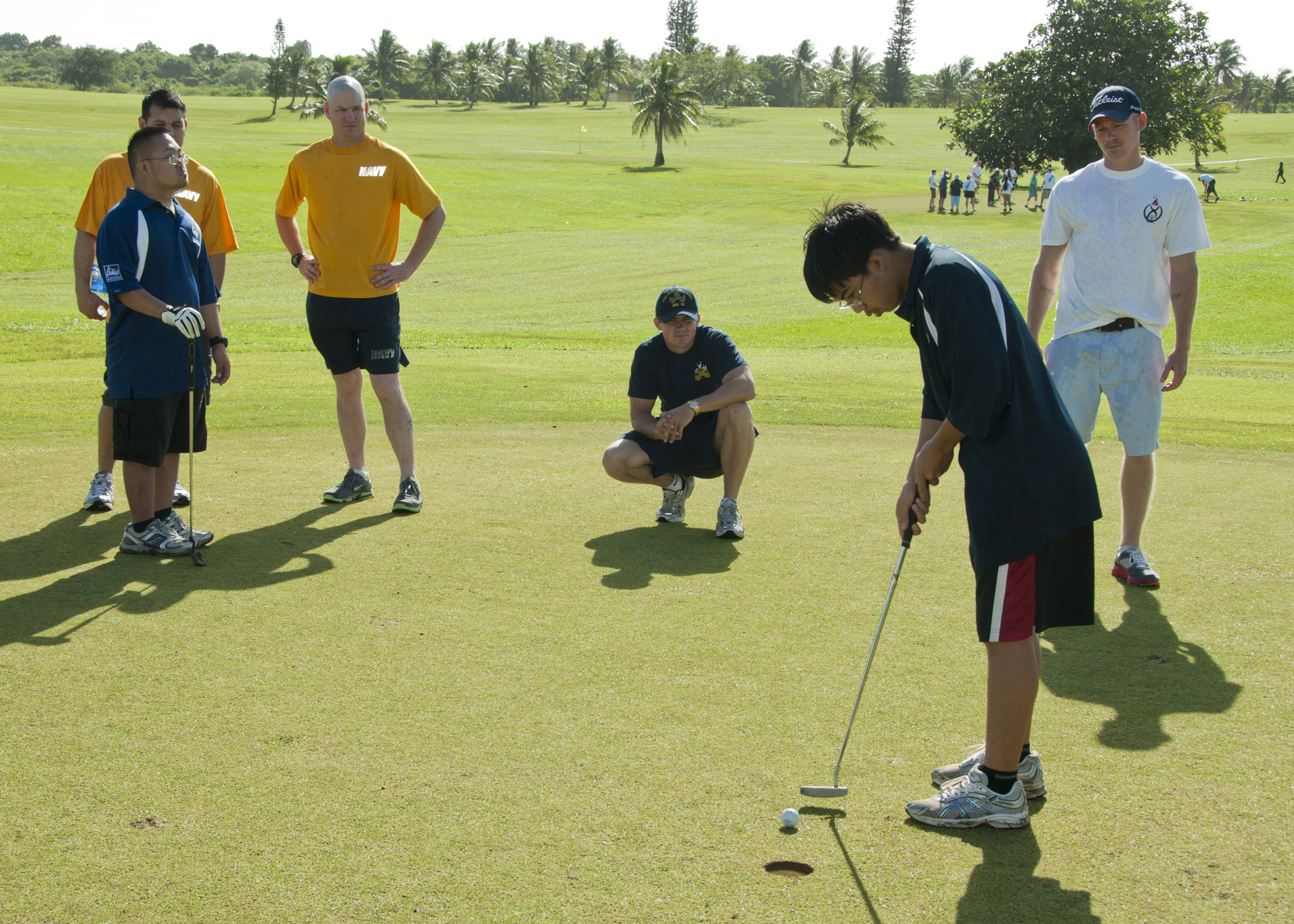
Ein Special Olympics Athlet bereitet seinen Schlag vor. Barrigada, Guam, 2011

Athletinnen und Athleten, deren Fähigkeiten noch nicht ausreichen, um sich einem kompletten Wettbewerb stellen zu können, erhalten die Möglichkeit, sich in Skill-Wettbewerben zu messen.
Die Ausrüstung wird von den Spielerinnen und Spielern mitgebracht. Caddies können von den Teilnehmenden mitgenommen oder vom Veranstalter zur Verfügung gestellt werden, in Unified-Wettbewerben von der Partnerin oder dem Partner.
Vor den eigentlichen Wettbewerben finden Klassifizierungsrunden statt, damit die Athleten in möglichst leistungshomogene Gruppen eingeteilt werden können. 
Zur Teilnahme an Wettbewerben ab Level 2 sollten im Einzelgeschicklichkeitswettbewerb mindestens 60 Punkte erzielt werden, wobei in mindestens vier der sechs Skills mindestens 10 Punkte erreicht werden sollten.

## Wettkämpfe
Angeboten werden

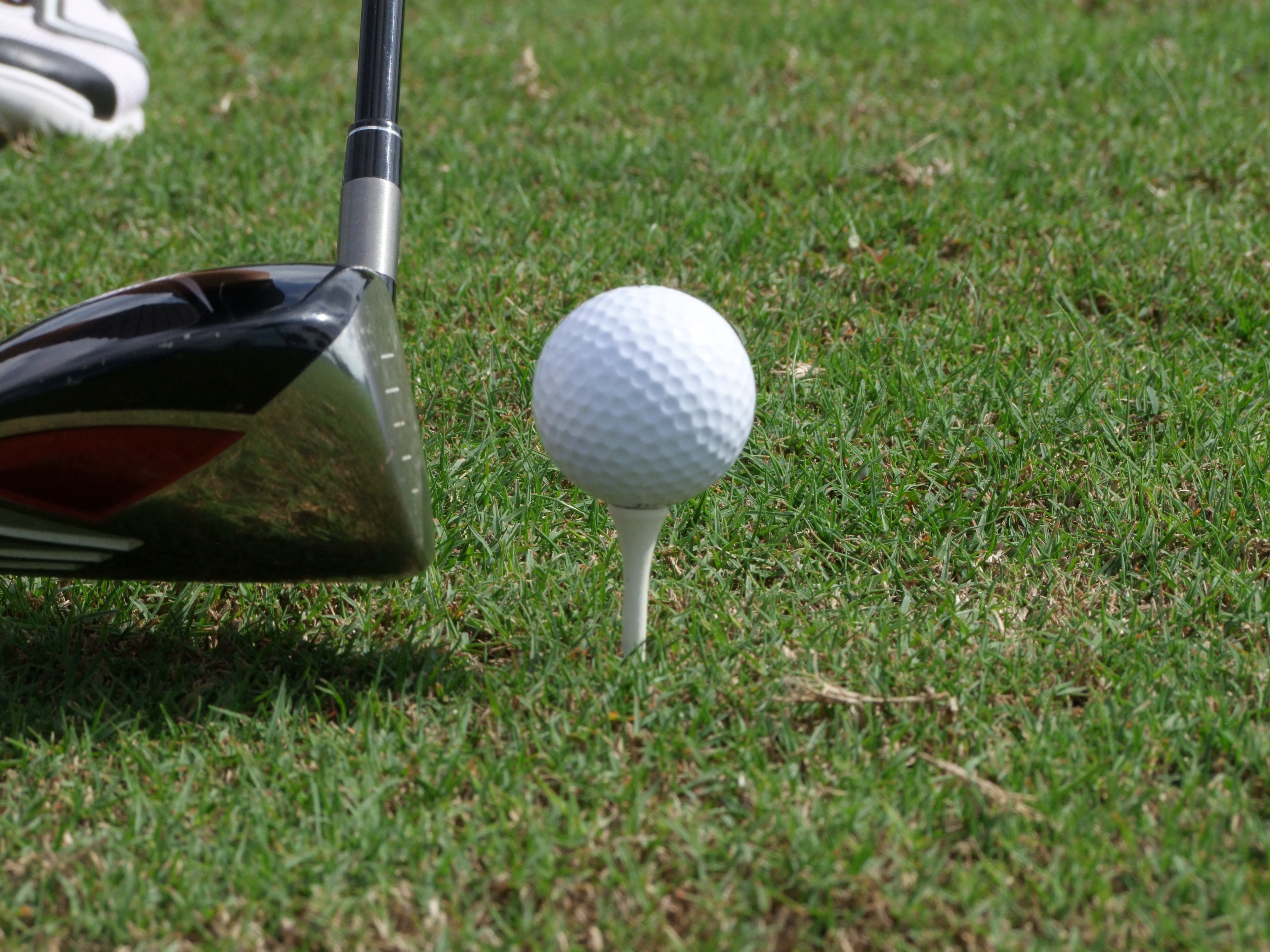
Beim Abschlag darf der Ball auf ein Tee gesetzt werden.

- Level 1 – individueller Leistungswettkampf. Hier hat die Athletin bzw. der Athlet jeweils fünf Versuche. Die ein bis vier Punkte werden jeweils abgestuft vergeben, pro Übung sind also maximal zwanzig Punkte zu erreichen:[1]
  - Short Putt: 2 Meter Entfernung. Der Putt ist der häufigste Golfschlag. Er wird mit dem Putter auf dem Grün ausgeführt. Der Ball fliegt nicht, sondern rollt nur.
  - Long Putt: 8 Meter Entfernung
  - Chip Shot: 14 Meter Entfernung, Chip. Unter Chip versteht man einen kurzen, flachen Annäherungsschlag auf das Grün, dessen Länge zwischen 9 und 30 Meter beträgt. Dieser Schlag wird in der Regel dann angewendet, wenn der Golfball nahe dem Grün liegt, aber noch ein kleines Hindernis bewältigt werden muss.
  - Pitch Shot: 6 Meter Entfernung mit Hindernis, Pitch. Pitch nennt man beim Golf einen Annäherungsschlag aus ca. 15 bis 100 Meter Entfernung zur Fahne, der den Golfball in hohem Bogen auf das Grün befördern soll.
  - Bunker Shot (optional): 6 Meter Entfernung; 5 Meter zum Bunkerrand. Bunkerschlag nennt man den Schlag des Balles aus dem Sand, der meist mit einem Sand Wedge gespielt wird.
- Level 1 Plus Dieses Level wird nur in Deutschland und nur bis zur Ebene der Landesspiele angeboten. Athletinnen und Athleten können im bei dieser Variante auch ohne feste Unified-Partnerin oder festen Unified-Partner die 9-Loch-Runde im Alternate-Shot-Modell spielen, das heißt, beeinträchtigte und nicht beeinträchtigte Spieler wechseln sich ab. Die Rolle der Partner übernehmen zum Beispiel Eltern, Geschwistern oder Freunde.[1]
- Level 2 – Unified Sports im abwechselnden Teammodus. Hier wird die Alternate-Shot-Regel (Wechselschlag) angewendet. Der Athlet und der Partner / die Athletin und die Partnerin schlagen abwechselnd von den Tees ab und wechseln sich danach bei den Schlägen ab, bis sie einlochen.[1]
- Level 3 – Unified Sports Team Play auf der 18-Loch-Runde
- Level 4 – individueller Wettkampf über 9 Löcher
- Level 5 – individueller Wettkampf über 18 Löcher

## Erfolgreiche Athletinnen und Athleten (Auswahl)
- Stefanie Lutz
- Petra Constanze Pithan, Special Olympics Deutschland
- Alexandra Reck

## Angebot bei Special Olympics World Games
Die Sportart Golf ist seit 1995 bei Special Olympics World Games vertreten.
Zu den Special Olympics Sommerspielen 2023 wurden 163 Athleten und 46 Unified-Partner erwartet. Die Wettbewerbe wurden in Brandenburg, im Golf Club Bad Saarow, ausgetragen. Angeboten wurden fünf Wettbewerbe: In Level 1 standen Putten, Chippen und Driven im Zentrum. Ein Parcours wurde mehrfach gespielt und dabei kam es auf Genauigkeit an. Die Punkte wurden je nach Präzision bzw. Länge vergeben. In Level 2 und 3 wurden von sogenannten Unified-Teams klassische Vierer gespielt. In Level 2 wurden neun Löcher gespielt, in Level 3 waren es 18. Auch die maximale Länge der Spielbahnen war verschieden. In Level 4 und 5 wurden neun bzw. 18 Bahnen im regulären Zählspiel durchlaufen, unter Anwendung der Längenvorgaben aus Level 2 bzw. 3.

## Golf-Partner von Special Olympics Deutschland
Die Vereinigung clubfreier Golfspieler (VcG), die Interessenvertretung der clubfreien Golfspielenden, fördert den Golfsport bei Special Olympics Deutschland seit 2021.
Golfino, ein Hersteller von Golfbekleidung ist seit 2022 Golf-Partner von Special Olympics Deutschland.